# Raszewy (powiat krotoszyński)
Raszewy – wieś w Polsce położona w województwie wielkopolskim, w powiecie krotoszyńskim, w gminie Kobylin.
W okresie Wielkiego Księstwa Poznańskiego (1815-1848) miejscowość wzmiankowana jako Raszewy należała do wsi mniejszych w ówczesnym pruskim powiecie Kröben (krobskim) w rejencji poznańskiej. Raszewy należały do okręgu jutroszyńskiego tego powiatu i stanowiły część  majątku Dłonie (dziś Dłoń), którego właścicielem był wówczas (1846) Erazm Stablewski. Według spisu urzędowego z 1837 roku Raszewy liczyły 96 mieszkańców, którzy zamieszkiwali 12 dymów (domostw). W skład majątku Dłonie wchodziły także: Czeluścin, folwark Czeluścin oraz Kołaczkowice.
W latach 1975–1998 miejscowość należała administracyjnie do województwa leszczyńskiego.